# Ultimatum
Ultimatumul reprezintă o notă diplomatică prin care un stat prezintă altui stat o condiție definitivă, al cărei refuz antrenează luarea unor măsuri de constrângere. 
Ultimatumurile sunt utilizate în principal în politică și, uneori, sunt precedate de o declarație de război. Uneori, ultimatumul se găsește și în alte domenii ale vieții, cum ar fi în viața personală sau în economie. Din punct de vedere etic, ultimatumurile din timpuri de astăzi sunt evaluate mai degrabă negativ, mai ales dacă acestea sunt asociate cu șantaj. Cu toate acestea, în anumite situații ultimatumul politic este capabil de a preveni un rău și mai mare.